# 베역
베역(프랑스어: Gare de Bex)은 스위스 보주의 베 지자체에 있는 기차역이다. 심플론선의 중간 정류장이자 베-빌라르-브레타예선의 종점이다.

## 운행편
2021년 12월 시간표 변경에 따라 다음 서비스는 베에서 정차한다.
- 레기오익스프레스 :
  - 안마스와 생모리스 사이를 매시간 운행.
  - 르낭 VD와 생모리스 사이를 매일 왕복.
- 레기오 : 빌라르-수르-올롱까지 매시간 운행.
  - RER 보 S2 / S5 : 평일에는 그랑송까지 매시간 운행하고, 발로브 및 생모리스까지 제한된 운행.